# 12e armée (Allemagne)
Pour les articles homonymes, voir 12e armée.
La 12e armée (en allemand : 12. Armee) était une armée (regroupement d'unités) de la Deutsches Heer (armée de terre allemande) pendant la Première Guerre mondiale, puis de la Heer (armée de terre de la Wehrmacht) lors de la Seconde Guerre mondiale.

## Seconde Guerre mondiale

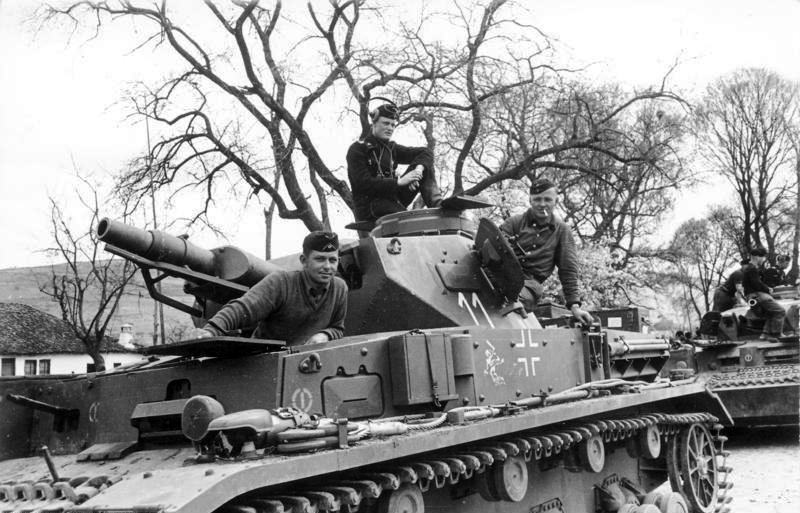
Soldats allemands sur un Panzer IV en Yougoslavie.

En août 1939, l'état-major de travail von Rundstedt (allemand : Arbeitsstab von Rundstedt) est renommé 12e armée avant de prendre le nom de groupe d'armées Sud (allemand : Heeresgruppe Süd) quinze jours plus tard, au début de la campagne de Pologne.
Une nouvelle 12e armée est formée sur le front Ouest à partir de la 14e armée, dans l'Eifel, en octobre 1939 pour prendre part à la campagne de l'Ouest. Pendant celle-ci en mai 1940, elle participe notamment à la percée de Sedan. Envoyée plus tard dans les Balkans, elle prend le nom de Haut-commandement des troupes de l'armée de terre allemande en Roumanie (allemand : Oberkommando der Truppen des Deutschen Heeres in Rumänien) de janvier à mars 1941. Elle demeure dans les Balkans jusqu'à son renommage en groupe d'armées E (allemand : Heeresgruppe E) en juin 1943.
En avril 1945, une 12e armée est reformée à partir du groupe d'armées Nord, d'abord pour secourir la poche de la Ruhr mais l'opération est un échec, elle doit alors combattre à Berlin mais ne parvient pas jusque-là et se rend aux Américains.

### Été 1939
La 12e armée est formée le 18 août 1939 à partir de l'état-major de travail von Rundstedt (allemand : Arbeitsstab von Rundstedt), elle est finalement renommée groupe d'armées Sud le 2 septembre 1939.

### Octobre 1939àjuin 1943
La 12e armée est réformée le 13 octobre 1939 par la redésignation de la 14e armée, commandée par Wilhelm List elle fait partie du groupe d'armées A. Au cours de l'hiver 1939-1940, la 12e armée est impliquée dans les plans d'offensive à l'Ouest, entre la 4e armée à sa droite (d'abord au groupe d'armées B puis également au A après février) et la 16e armée sur sa gauche :
- Dans le premier ordre de déploiement (19 octobre) sa mission est de traverser l'Ardenne pour atteindre avec son aile droite, la Meuse entre Namur et Fumay et l'y franchir et pour défendre avec son aile gauche la coupure Meuse – Semois, elle dispose alors de huit divisions d'infanterie, une d'infanterie motorisée et une blindée[2].
- Le deuxième ordre (29 octobre) déplace son action (désormais menée par huit divisions d'infanterie) vers le sud, la Meuse doit maintenant être franchie au niveau de Fumay et l'attaque poursuivie en direction de Laon. Son aile gauche doit toujours s'établir en défense mais cette fois-ci sur la Meuse prolongée par la Chiers peu après Sedan, jusqu'à Carignan[3]. Au cours du mois de novembre, l'armée se voit adjoindre un groupement de forces rapides, le XIXe corps d'armée de Guderian pour faciliter sa progression en direction de Sedan et y tenter un franchissement, pour éventuellement y déplacer le centre de gravité en cas de succès relatif[4]. Le XIVe corps d'armée (motorisé) est ainsi prévu en deuxième échelon pour le renforcer[5]. Ces dispositions sont conservées dans le troisième ordre de déploiement (30 janvier 1940) en mettant l'accent sur la surprise[6].
- Dans le dernier ordre de déploiement (24 février), la 12e armée (11 divisions d'infanterie) doit suivre et serrer au plus près les forces rapides (la Panzergruppe von Kleist) qui doivent franchir la Meuse de part et d'autre de Charleville-Mézières. Passé le fleuve, elle poursuit l'offensive en direction ouest en liaison avec la 4e armée[7].

### Avril 1945

#### Formation
La 12e armée est réformée le 10 avril 1945, alors que le chaos commence à dissoudre toutes les tentatives allemandes pour tenter de mettre en place une résistance organisée, à partir du personnel de la Heeresgruppe Nord et de jeunes hommes encore en formation dans les écoles militaires. Les effectifs mis à sa disposition aboutissent à la formation d'une unité hétéroclite, constituée de militants du Reichsarbeitsdienst, d'artilleurs équipés de moyens légers, d'unités du Volkssturm, d'unités rapatriées de Scandinavie et d'ailleurs.
Cette armée est relativement bien équipée en moyens légers (Panzerfaust, Panzerschreck, canons de 75, mortiers de 80 et de 120) arrivés par chalands, appuyés par une artillerie en partie neuve, des moyens blindés modernes, et, par le fait du hasard, convenablement ravitaillée en vivres, en carburant et en munitions ; le point faible de cet équipement réside dans la faiblesse des moyens de transport.

#### Combats
Reformée, équipée, cette armée reçoit dans un premier temps la mission d'aller secourir Model dans la Ruhr. En dépit de débuts prometteurs contre les troupes américaines, cette opération est un échec.
Le 22 avril, Wenck reçoit de Keitel l'ordre de pousser jusqu'à Berlin, mais rapidement, il se rend compte de l'impossibilité de l'exécuter : il se contente donc de se fixer comme objectifs de sauver ce qu'il est possible de l'Ostheer et de la population civile et de tenter de faire passer à l'Ouest le maximum de soldats et de civils. Le 28 avril, la poche de la 9. Armee est rejointe et délivrée définitivement dans la nuit du 1er au 2 mai 1945.
Pendant la période du 4 au 8 mai 1945, la 12e armée, avec les restes de la 9e armée, traverse la rive ouest de l'Elbe et se rend à la 9e armée américaine.

## Organisation

### Commandants successifs
| Date                              | Grade                     | Commandant     |
| --------------------------------- | ------------------------- | -------------- |
| 13 octobre 1939 - 15 octobre 1941 | Generalfeldmarschall      | Wilhelm List   |
| 29 octobre 1941 - 2 juillet 1942  | General der Pioniere      | Walter Kuntze  |
| 2 juillet 1942 - 31 décembre 1942 | Generaloberst             | Alexander Löhr |
| 10 avril 1945 - 7 mai 1945        | General der Panzertruppen | Walther Wenck  |

### Chefs d'état-major
| Date                               | Grade                  | Commandant             |
| ---------------------------------- | ---------------------- | ---------------------- |
| 13 octobre 1939 - 1er janvier 1941 | General der Kavallerie | Eberhard von Mackensen |
| 1er janvier 1941 - 10 mai 1941     | Generalmajor           | Hans von Greiffenberg  |
| 10 mai 1941 - 31 décembre 1942     | Generalmajor           | Hermann Foertsch       |
| 10 avril 1945 - 7 mai 1945         | Oberst                 | Günther Reichhelm      |

## Zones d'opérations
- Invasion de la Yougoslavie
- Bataille de Grèce
- Bataille de Berlin

## Ordre de bataille
27 juin 1941
- À la disposition de la 12e armée
  - 164. Infanterie-Division plus Infanterie-Regiment 125
- XVIII. Gebirgs-Armeekorps
  - 5. Gebirgs-Division
  - 6. Gebirgs-Division
- Höheres Kommando z.b.V. LXV
  - 717. Infanterie-Division
  - 714. Infanterie-Division
  - 704. Infanterie-Division
  - 718. Infanterie-Division

3 septembre 1941
- XVIII. Gebirgs-Armeekorps
  - 5. Gebirgs-Division
  - 713. Infanterie-Division
  - 164. Infanterie-Division + Infanterie-Regiment 125
- Höheres Kommando z.b.V. LXV
  - 717. Infanterie-Division
  - 714. Infanterie-Division
  - 704. Infanterie-Division
  - 718. Infanterie-Division

2 janvier 1942
- Festungs-Division Kreta en cours de formation avec:
  - Infanterie-Regiment 125
  - 713. Infanterie-Division
  - 164. Infanterie-Division
- Höheres Kommando z.b.V. LXV (Bevollmächtigter Kommandierender General en Serbie)
  - 718. Infanterie-Division
  - 714. Infanterie-Division
  - 704. Infanterie-Division
  - 717. Infanterie-Division
  - 342. Infanterie-Division
  - 113. Infanterie-Division

11 mai 1942
- À la disposition de la 12. Armee
  - Infanterie-Regiment 440
- Festungs-Division Kreta
- Kommandierender General und Befehlshaber en Serbie
  - 718. Infanterie-Division
  - 714. Infanterie-Division
  - 704. Infanterie-Division
  - 717. Infanterie-Division

12 août 1942
- À la disposition de la 12. Armee
  - Infanterie-Regiment 440
  - 22. Infanterie-Division
- Festungs-Division Kreta
- Kommandierender General und Befehlshaber en Serbie
  - 718. Infanterie-Division
  - 714. Infanterie-Division
  - 704. Infanterie-Division
  - 717. Infanterie-Division

12 novembre au 22 décembre 1942
- À la disposition de la 12. Armee
  - Infanterie-Regiment 440 (LL)
- Festungs-Brigade Kreta
  - 22. Infanterie-Division
- Kommandierender General und Befehlshaber en Serbie
  - 718. Infanterie-Division
  - 714. Infanterie-Division
  - 704. Infanterie-Division
  - 717. Infanterie-Division
  - SS-Freiwilligen-Gebirgs-Division “Prinz Eugen”

8 avril 1945
- À la disposition de la 12. Armee
  - Stab 349. Feldausbildungs-Division
  - 199. Infanterie-Division
- Korps Reimann
  - Infanterie-Division “Friedrich Ludwig Jahn” (RAD Nr. 2)
  - 18. Panzer-Grenadier-Division
- XXXXI. Panzerkorps
  - Division “von Hake”
  - Division “Gaudecker”
  - Division z.V.
- XXXIX. Panzerkorps
  - Infanterie-Division “Berlin”
  - Division “Mayer”
  - 84. Infanterie-Division
- XX. Armeekorps
  - Infanterie-Division “Theodor Körner” (RAD Nr. 3)
  - Infanterie-Division “Scharnhorst”
  - Infanterie-Division “Ulrich von Hutten”
  - Division “von Schill”
- XXXXVIII. Panzerkorps
  - Division “Raegener”
  - Division “Sachsen”